# شکرمرغ دماغه
شکرمرغ دماغه (نام علمی: Promerops cafer) یکی از هشت گونه پرنده بومی زیست‌بوم خوش‌بوته‌زار در استان‌های کیپ غربی و کیپ شرقی در آفریقای جنوبی است.